# Хепатологија
Хепатологија је грана медицине која обухвата проучавање јетре, жучне кесе, жучних канала и панкреаса, као и лечење њихових поремећаја. Иако се традиционално сматра подспецијализацијом гастроентерологије, брз развој ове области довео је до тога да се у појединим земљама лекари специјализују искључиво за ову грану медицине, а такви стручњаци се називају хепатолози.
Болести и компликације повезане са вирусним хепатитисом и алкохолом представљају главни разлог за тражење савета хепатолога. Више од две милијарде људи је током живота било инфицирано вирусом хепатитиса Б, док је око 350 милиона постало хронични носилац вируса. До 80% случајева карцинома јетре може се приписати инфекцијама вирусом хепатитиса Б или Ц. По стопи морталитета, хепатитис Б је, међу познатим узрочницима карцинома, одмах иза пушења. Ширење вакцинације и стриктна контрола донорске крви пре трансфузије доприносе смањењу стопе инфекција. Ипак, у многим земљама бележи се раст укупне потрошње алкохола, што доводи до повећања броја оболелих од цирозе јетре и других повезаних компликација.

## Обим специјалности
Као и код многих медицинских специјализација, пацијенти се најчешће упућују хепатологу од стране изабраног лекара опште праксе или лекара других специјалности. Разлози за упућивање могу бити следећи:
- Предозирање лековима – често се јавља код предозирања парацетамолом.
- Гастроинтестинално крварење – као последица порталне хипертензије повезане са оштећењем јетре.
- Абнормални налази крвне слике – који указују на могуће обољење јетре.
- Ензимски дефекти код деце – који доводе до увећане јетре, познати као болести депоновања у јетри.
- Жутица или присуство вируса хепатитиса у крви – често откривени током рутинских анализа крви.
- Асцитес (нагомилавање течности у абдомену) – најчешће због обољења јетре, али може бити и последица срчане инсуфицијенције или других болести.
- Пацијенти са узнапредовалим обољењем јетре – као што је цироза, требају бити под надзором специјалисте.
- ERCP (ендоскопска ретроградна холангиопанкреатографија) – ради дијагностике и лечења обољења жучних канала.
- Грозница уз друге симптоме инфекције – који указују на укљученост јетре, жучне кесе или панкреаса. Сумња се може јавити и на ређе тропске болести попут хидатидне цисте, кала-азара или шистозомијазе, где се укључују и микробиолози.
- Системске болести које погађају јетру и жучне канале – као што је хемохроматоза.
- Постоперативно праћење након трансплантације јетре.
- Панкреатитис – најчешће узрокован алкохолом или каменом у жучхој кеси.
- Карцином јетре, жучне кесе, жучних канала или панкреаса – лечење захтева мултидисциплинарни приступ уз укључивање онколога и других стручњака.

## Историја
Докази из обдукција египатских мумија указују на то да је оштећење јетре изазвано паразитском инфекцијом билхарзијазом било широко распрострањено у древном египатском друштву. Постоји претпоставка да су стари Грци били свесни способности јетре да се регенерише, што се огледа у миту о Прометеју. Међутим, знање о обољењима јетре у антици остаје упитно. Најзначајнији напредак у хепатологији остварен је у последњих педесет година.
- Око 400. године п. н. е, Хипократ је у својим афоризмима поменуо апсцес јетре.[7]
- Римски анатом Гален је сматрао јетру најважнијим органом у телу и утврдио је њену повезаност са жучном кесом и слезином.[8]
- Око 100. године н.е, Аретеј из Кападокије писао је о жутици.[9]
- Током средњег века, Ибн Сена је указао на значај анализе урина у дијагнози обољења јетре.[10]
- 1770. године, француски анатом Антоан Портал описао је крварење услед једњачних варикса.[11]
- 1844. године, Габријел Валентин је открио улогу панкреасног сока у варењу хране.[12]
- 1846. године, Јустус фон Либиг је изоловао тирозин из панкреасног сока.[9]
- 1862. године, Остин Флинт је описао продукцију стеркорина.[13]
- 1875. године, Виктор Шарл Ано је детаљно описао циротичну жутицу и друга обољења јетре.[14]
- 1958. године, Мур је развио стандардну технику за ортотопску трансплантацију јетре код паса.[15]
- Прва трансплантација људске јетре изведена је 1963. године од стране др Томаса Е. Старцла на трогодишњем дечаку оболелом од билијарне атрезије, након усавршавања технике на псима.[16][17]
- Др Барух С. Блумберг је 1966. године открио вирус хепатитиса Б и развио прву вакцину против њега 1969. године, за шта је добио Нобелову награду за физиологију или медицину 1976. године.[18]
- 1989. године, истраживачи из Центра за контролу и превенцију болести, предвођени Данијелом В. Бредлијем, и компаније Chiron, коју је представљао Мајкл Хотон, идентификовали су вирус хепатитиса Ц, дотад познат као хепатитис Нон-А, Нон-Б.[19]
- Тек 1992. године развијен је тест крви који је омогућио детекцију хепатитиса Ц у донираној крви.[19]

Реч хепатологија потиче из старогрчког ἧπαρ (hepar) или ἡπατο- (hepato-) што значи јетра и -λογία (-logia), што значи проучавање.

## Класификација болести
Међународна класификација болести (ICD 2007) – класификација Светске здравствене организације:
Поглавље XI: Болести система за варење
- K70–K77 – Болести јетре
- K80–K87 – Поремећаји жучне кесе, жучних путева и панкреаса

MeSH (Medical Subject Headings) – Медицински предметни појмови:
- G02.403.776.409.405 – Гастроентерологија[22]
- C06.552 – Болести јетре[23]
- C06.130 – Болести жучних путева[24]
- C06.689 – Болести панкреаса[25]

Каталог Националне медицинске библиотеке САД:
- WI 700–740 – Болести јетре и жучних путева[27]
- WI 800–830 – Панкреас[28]